# Jesús Vega
Jesús Vega (Hermosillo, Sonora; 18 de marzo de 2000) es un futbolista mexicano que juega como lateral izquierdo o interior derecho y su equipo actual es Club Tijuana de la Primera División de México.

## Inicios
Fue formado en la cantera de los Xolos de Tijuana iniciando en la categoría Sub-17 y pasando por la Tercera División del equipo, llegando hasta la categoría Sub-20. Aunque no lograría debutar con el primer equipo.

### Dorados de Sinaloa
Después de su paso con el equipo fronterizo, llega con los Dorados de Sinaloa para el Torneo Apertura 2021 de la Liga de Expansión MX, debuta el 27 de julio de 2021 como titular frente al Tlaxcala Fútbol Club. Dicho partido acabaría en empate a 1.

### Club Tijuana
Después de estar dos años con los Dorados, regresa con los Xolos y debutando como profesional el 30 de junio de 2023 en la primera jornada del Torneo Apertura 2024 entrando de cambio al minuto 31.

### Querétaro Fútbol Club
Llega al equipo queretano para el Clausura 2024 aunque no debuta con el equipo y solo estaría en categorías inferiores.

### Club Tijuana
Ese mismo año regresa con los Xolos teniendo poca participación.